# Bulbostylis boliviana
Bulbostylis boliviana är en halvgräsart som beskrevs av Eduard Palla. Bulbostylis boliviana ingår i släktet Bulbostylis och familjen halvgräs.
Artens utbredningsområde är Bolivia. Inga underarter finns listade i Catalogue of Life.